# Vattenborgen, Stadshagen

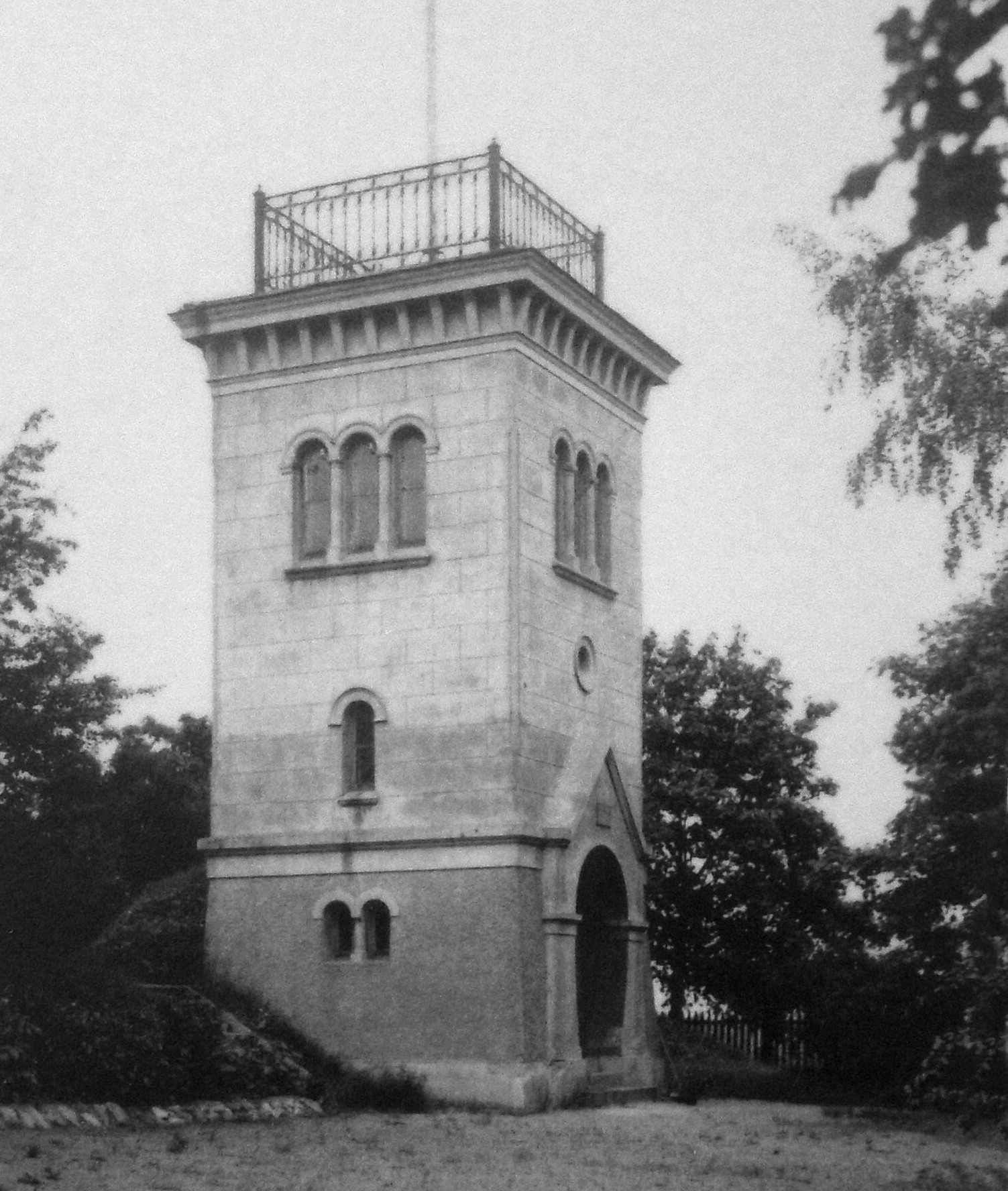
Vattenborgens torn i Stadshagen kring 1900.

Vattenborgen i Stadshagen var en vattenreservoar i stadsdelen Stadshagen i västra Kungsholmen, Stockholm. Reservoaren anlades 1892–1895 och revs 1934. På platsen finns idag Stadshagsplan och intilliggande kvarter Vattenborgen påminner om den tidigare anläggningen.

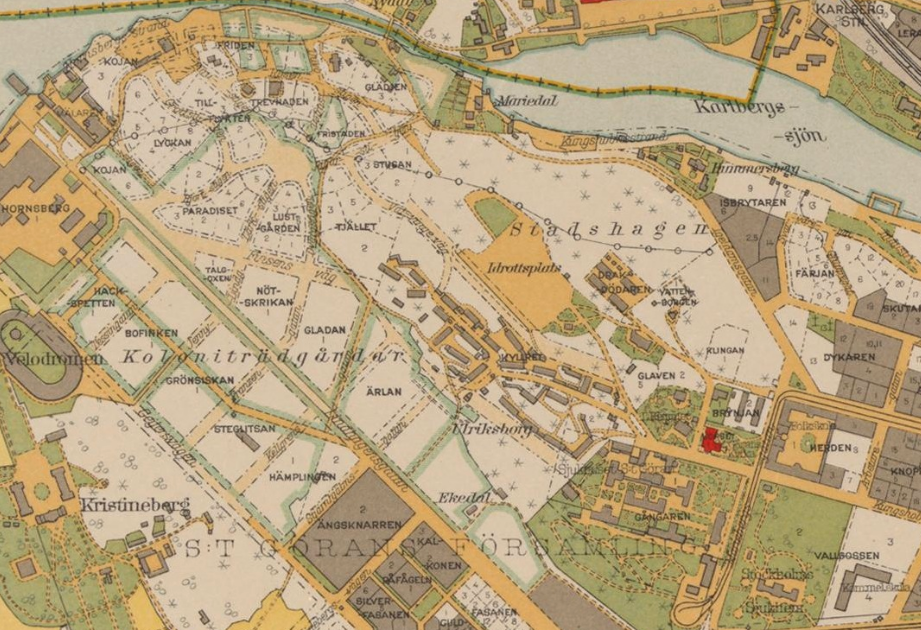
Vattenborgen, karta från 1930-talet med nyanlagda Stadshagens IP.

Vattenborgen hörde till de tidiga vattenreservoarerna som uppfördes i Stockholm i samband med att Eriksdalsverket (klart 1884) byggdes vid Årstaviken. Dessförinnan invigdes Årstalundens reservoar (klart 1861 samtidigt med Skanstullsverket), ytterligare en reservoar i Årstalunden (klart 1876) och Vanadislundens vattenreservoar (klart 1879). Ungefär samtidigt med Vattenborgen uppfördes även Mosebacke vattentorn  (klart 1896).
Vattenborgen i Stadshagen blev nödvändig eftersom trycket i rörledningssystemet sjönk under varma sommardagar så kraftigt, ”att vatten tidtals saknades i åtskilliga vattenkastare och kök under dagen”. Byggarbetena började 1892 när reservoarens vattenbassäng sprängdes ner i Stadshagsberget. Väggarna och botten kläddes med betong. Bassängens vattendjup blev 6,2 meter och vattenvolym 4 012 m³. Högvattenytan låg på 50,5 meter över Slusströskeln, på samma nivå som Vanadislundens vattenreservoar. Av själva reservoaren syntes inget; den enda byggnadsdelen som blev synlig var utloppskammarens tornbyggnad uppförd i sten och liknande en medeltida borg. Det var detta torn som gav Vattenborgen sitt namn. 1895 kunde reservoaren kopplas till huvudsätet.
På 1930-talet revs Vattenborgen och på platsen uppfördes några bostadshus. På stadsplanen från 1934 syns konturen av bassängen och tornet inlagd i ritningen. På platsen anlades Stadshagsplan och kvarteret öster om planen fick namnet Vattenborgen.